# Дендрофилија
Дендрофилија (стгрч. δένδρον — „дрво”; стгрч. φιλεῖν — „љубав”) јесте облик парафилије код које људи осећају сексуалну привлачност или су узбуђени дрвећем. У преводу са старогрчкога, дословно значи „љубав према дрвећу“. То може укључивати сексуални контакт, обожавање дрвећа као фалусног симбола или обоје.
Бренда Лав тврди да су дрвеће древни симбол плодности и да су у одређеним култовима одређених дана мушкарци упражњавали ејакулирају над стаблима дрвећа.

## У популарној култури
- Тема дендрофилије се спомиње у једној епизоди хрватске телевизијске серије Битанге и принцезе.